# Recilia ismenias
Recilia ismenias är en insektsart som beskrevs av Rauno E. Linnavuori 1969. Recilia ismenias ingår i släktet Recilia och familjen dvärgstritar. Inga underarter finns listade i Catalogue of Life.